# Australian Open de 2013
O Australian Open de 2013 foi um torneio de tênis disputado entre os dias 14 a 27 de janeiro no complexo de tênis localizado em Melbourne Park, em Melbourne, Austrália. Corresponde à 45ª edição da era aberta e à 101ª de todos os tempos.

## Pontuação e premiação

### Distribuição de pontos
ATP e WTA informam suas pontuações em Grand Slam, distintas entre si, em simples e em duplas. A ITF responde exclusivamente pelos juvenis e cadeirantes.
Considerado torneio amistoso, o de duplas mistas não gera pontos.
No juvenil, os simplistas jogam três fases de qualificatório, mas só os que passam à chave principal pontuam. Em duplas, a pontuação é por jogador. Os campeões de ambas modalidades recebem pontos adicionais de bônus (os valores da tabela já somam as duas pontuações).
Este é o último ano que WTA e ITF, no juvenil, usam esse sistema de pontos.

#### Profissional
| Evento            | V    | F    | SF  | QF  | R16 | R32 | R64 | R128 | Q  | Q3 | Q2 | Q1 |
| Simples masculino | 2000 | 1200 | 720 | 360 | 180 | 90  | 45  | 10   | 25 | 16 | 8  | 0  |
| Duplas masculinas | 2000 | 1200 | 720 | 360 | 180 | 90  | 0   | —    | —  | —  | —  | —  |
| Simples feminino  | 2000 | 1400 | 900 | 500 | 280 | 160 | 100 | 5    | 60 | 50 | 40 | 2  |
| Duplas femininas  | 2000 | 1400 | 900 | 500 | 280 | 160 | 5   | —    | —  | —  | —  | —  |

| Evento            | V   | F   | SF  | QF | R16 | R32 | R64 | Q  | Q3 | Q2 | Q1 |
| Simples Masculino | 500 | 180 | 120 | 80 | 50  | 30  | 25* | 20 | 0  | 0  | 0  |
| Simples Feminino  | 500 | 180 | 120 | 80 | 50  | 30  | 25* | 20 | 0  | 0  | 0  |
| Duplas Masculinas | 360 | 120 | 80  | 50 | 30  | 0   | —   | —  | —  | —  | —  |
| Duplas Femininas  | 360 | 120 | 80  | 50 | 30  | 0   | —   | —  | —  | —  | —  |

| Evento               | V   | F   | SF/3º lugar | QF/4º lugar |
| Simples              | 800 | 500 | 375         | 100         |
| Simples tetraplégico | 800 | 500 | 375         | 100         |
| Duplas               | 800 | 500 | 100         | —           |
| Duplas tetraplégicas | 800 | 100 | —           | —           |

### Premiação
A premiação geral aumentou 15,40% em relação a 2012. Os títulos de simples tiveram um acréscimo de A$ 250.000 cada.
O número de participantes em simples se difere somente na fase qualificatória (128 homens contra 96 mulheres). Os valores para duplas são por par. Diferentemente da pontuação, não há recompensa aos vencedores do qualificatório.
Entre os cadeirantes, além de simples e duplas, há a adição dos mesmos eventos para tetraplégicos, o que também ocorre no US Open. Contudo, os valores dos prêmios não são detalhados, constando o total em "Outros eventos". Os juvenis não são pagos.
| Evento        | V            | F            | SF         | QF         | Últimos 16 | Últimos 32 | Últimos 64 | Últimos 128 | Q3        | Q2        | Q1        |
| Contemplados  | 1            | 1            | 2          | 4          | 8          | 16         | 32         | 64          | 16H / 12M | 32H / 24M | 64H / 48M |
| Simples (2)   | A$ 2.430.000 | A$ 1.215.000 | A$ 500.000 | A$ 250.000 | A$ 125.000 | A$ 71.000  | A$ 45.500  | A$ 27.600   | A$ 13.120 | A$ 6.560  | A$ 3.280  |
| Duplas (2)    | A$ 475.000   | A$ 237.500   | A$ 118.750 | A$ 60.000  | A$ 33.500  | A$ 19.500  | A$ 12.500  | —           | —         | —         | —         |
| Duplas mistas | A$ 135.500   | A$ 67.500    | A$ 33.900  | A$ 15.500  | A$ 7.800   | A$ 3.800   | —          | —           | —         | —         | —         |

Outros eventos: A$ 575.240
Total dos eventos: A$ 28.480.120
Per diem (estimado): A$ 1.519.880
Total da premiação: A$ 30.000.000

## Cabeças de chave

### Simples
Rankings como em 7 de janeiro de 2013 e pontuação de 14 de janeiro de 2013.

#### Masculino
| #  | Rk | Jogador               | Pontos | Pontos a defender | Pontos ganhos | Nova pontuação | Status                                               |
| -- | -- | --------------------- | ------ | ----------------- | ------------- | -------------- | ---------------------------------------------------- |
| 1  | 1  | Novak Djokovic        | 12,920 | 2,000             | 2,000         | 12,920         | Campeão, venceu a final contra Andy Murray [3]       |
| 2  | 2  | Roger Federer         | 10,265 | 720               | 720           | 10,265         | Semifinais, perdeu para Andy Murray [3]              |
| 3  | 3  | Andy Murray           | 8,000  | 720               | 1,200         | 8,480          | Vice-campeão, perdeu para Novak Djokovic [1]         |
| 4  | 5  | David Ferrer          | 6,505  | 360               | 720           | 6,865          | Semifinais, perdeu para Novak Djokovic [1]           |
| 5  | 6  | Tomáš Berdych         | 4,680  | 360               | 360           | 4,680          | Quartas de final, perdeu para Novak Djokovic [1]     |
| 6  | 7  | Juan Martín del Potro | 4,480  | 360               | 90            | 4,210          | Terceira rodada, perdeu para Jérémy Chardy           |
| 7  | 8  | Jo-Wilfried Tsonga    | 3,375  | 180               | 360           | 3,555          | Quartas de final, perdeu para Roger Federer [2]      |
| 8  | 9  | Janko Tipsarević      | 3,090  | 90                | 180           | 3,180          | Quarta rodada, perdeu para Nicolás Almagro [10]      |
| 9  | 10 | Richard Gasquet       | 2,720  | 180               | 180           | 2,720          | Quarta rodada, perdeu para Jo-Wilfried Tsonga [7]    |
| 10 | 11 | Nicolás Almagro       | 2,515  | 180               | 360           | 2,695          | Quartas de final, perdeu para David Ferrer [4]       |
| 11 | 12 | Juan Mónaco           | 2,430  | 10                | 10            | 2,430          | Primeira rodada, perdeu para Andrey Kuznetsov        |
| 12 | 14 | Marin Čilić           | 2,210  | 0                 | 90            | 2,300          | Terceira rodada, perdeu para Andreas Seppi [21]      |
| 13 | 15 | Milos Raonic          | 2,175  | 90                | 180           | 2,265          | Quarta rodada, perdeu para Roger Federer [2]         |
| 14 | 16 | Gilles Simon          | 2,145  | 45                | 180           | 2,280          | Quarta rodada, perdeu para Andy Murray [3]           |
| 15 | 17 | Stanislas Wawrinka    | 1,900  | 90                | 180           | 1,990          | Quarta rodada, perdeu para Novak Djokovic [1]        |
| 16 | 18 | Kei Nishikori         | 1,870  | 360               | 180           | 1,690          | Quarta rodada, perdeu para David Ferrer [4]          |
| 17 | 19 | Philipp Kohlschreiber | 1,830  | 180               | 90            | 1,740          | Terceira rodada, perdeu para Milos Raonic [13]       |
| 18 | 20 | Alexandr Dolgopolov   | 1,750  | 90                | 10            | 1,670          | Primeira rodada, perdeu para Gaël Monfils            |
| 19 | 21 | Tommy Haas            | 1,720  | 45                | 10            | 1,685          | Primeira rodada, perdeu para Jarkko Nieminen         |
| 20 | 22 | Sam Querrey           | 1,650  | 45                | 90            | 1,695          | Terceira rodada, perdeu para Stanislas Wawrinka [15] |
| 21 | 23 | Andreas Seppi         | 1,595  | 10                | 180           | 1,765          | Quarta rodada, perdeu para Jérémy Chardy             |
| 22 | 24 | Fernando Verdasco     | 1,445  | 10                | 90            | 1,525          | Terceira rodada, perdeu para Kevin Anderson          |
| 23 | 25 | Mikhail Youzhny       | 1,335  | 10                | 45            | 1,370          | Segunda rodada, perdeu para Evgeny Donskoy           |
| 24 | 26 | Jerzy Janowicz        | 1,299  | 0                 | 90            | 1,389          | Terceira rodada, perdeu para Nicolás Almagro [10]    |
| 25 | 28 | Florian Mayer         | 1,215  | 0                 | 45            | 1,260          | Segunda rodada, perdeu para Ričardas Berankis (Q)    |
| 26 | 29 | Jürgen Melzer         | 1,177  | 10                | 90            | 1,257          | Terceira rodada, perdeu para Tomáš Berdych [5]       |
| 27 | 30 | Martin Kližan         | 1,175  | 20                | 10            | 1,165          | Primeira rodada, perdeu para Daniel Brands [Q]       |
| 28 | 31 | Marcos Baghdatis      | 1,115  | 45                | 90            | 1,160          | Terceira rodada, perdeu para David Ferrer [4]        |
| 29 | 32 | Thomaz Bellucci       | 1,112  | 45                | 10            | 1,077          | Primeira rodada, perdeu para Blaz Kavčič             |
| 30 | 33 | Radek Štěpánek        | 1,110  | 10                | 90            | 1,190          | Terceira rodada, perdeu para Novak Djokovic [1]      |
| 31 | 34 | Marcel Granollers     | 1,125  | 45                | 45            | 1,125          | Segunda rodada, perdeu para Jérémy Chardy            |
| 32 | 35 | Julien Benneteau      | 1,075  | 90                | 90            | 1,075          | Terceira rodada, perdeu para Janko Tipsarević [8]    |

##### Desistências
| Rank | Jogador      | Pontos | Pontos a defender | Nova pontuação | Desistiu por        |
| ---- | ------------ | ------ | ----------------- | -------------- | ------------------- |
| 4    | Rafael Nadal | 6,600  | 1,200             | 5,400          | Vírus estomacal     |
| 13   | John Isner   | 2,215  | 90                | 2,125          | Lesão no joelho     |
| 27   | Mardy Fish   | 1,255  | 45                | 1,210          | Problemas cardíacos |

#### Feminino
| #  | Rk | Jogador                  | Pontos | Pontos a defender | Ponjtos ganhos | Nova pontuação | Status                                               |
| -- | -- | ------------------------ | ------ | ----------------- | -------------- | -------------- | ---------------------------------------------------- |
| 1  | 1  | Victoria Azarenka        | 10,325 | 2,000             | 2,000          | 10,325         | Campeão, venceu a final contra Li Na [6]             |
| 2  | 2  | Maria Sharapova          | 10,045 | 1,400             | 900            | 9,545          | Semifinais, perdeu para Li Na [6]                    |
| 3  | 3  | Serena Williams          | 9,750  | 280               | 500            | 9,970          | Quartas de final, perdeu para Sloane Stephens [29]   |
| 4  | 4  | Agnieszka Radwańska      | 7,750  | 500               | 500            | 7,750          | Quartas de final, perdeu para Li Na [6]              |
| 5  | 5  | Angelique Kerber         | 5,575  | 160               | 280            | 5,695          | Quarta rodada, perdeu para Ekaterina Makarova [19]   |
| 6  | 6  | Li Na                    | 5,135  | 280               | 1,400          | 6,255          | Runner-up, Final perdeu para Victoria Azarenka [1]   |
| 7  | 7  | Sara Errani              | 5,100  | 500               | 5              | 4,605          | Primeira rodada, perdeu para Carla Suárez Navarro    |
| 8  | 8  | Petra Kvitová            | 5,085  | 900               | 100            | 4,285          | Segunda rodada, perdeu para Laura Robson             |
| 9  | 9  | Samantha Stosur          | 4,135  | 5                 | 100            | 4,230          | Segunda rodada, perdeu para Zheng Jie                |
| 10 | 10 | Caroline Wozniacki       | 3,765  | 500               | 280            | 3,545          | Quarta rodada, perdeu para Svetlana Kuznetsova       |
| 11 | 11 | Marion Bartoli           | 3,740  | 160               | 160            | 3,740          | Terceira rodada, perdeu para Ekaterina Makarova [19] |
| 12 | 12 | Nadia Petrova            | 3,040  | 100               | 5              | 2,945          | Primeira rodada, perdeu para Kimiko Date-Krumm       |
| 13 | 13 | Ana Ivanovic             | 2,841  | 280               | 280            | 2,841          | Quarta rodada, perdeu para Agnieszka Radwańska [4]   |
| 14 | 14 | Maria Kirilenko          | 2,570  | 160               | 280            | 2,690          | Quarta rodada, perdeu para Serena Williams [3]       |
| 15 | 15 | Dominika Cibulková       | 2,695  | 100               | 100            | 2,695          | Segunda rodada, perdeu para Valeria Savinykh [Q]     |
| 16 | 16 | Roberta Vinci            | 2,525  | 100               | 160            | 2,585          | Terceira rodada, perdeu para Elena Vesnina           |
| 17 | 17 | Lucie Šafářová           | 2,065  | 5                 | 100            | 2,160          | Segunda rodada, perdeu para Bojana Jovanovski        |
| 18 | 18 | Julia Görges             | 1,965  | 280               | 280            | 1,965          | Quarta rodada, perdeu para Li Na [6]                 |
| 19 | 19 | Ekaterina Makarova       | 1,881  | 500               | 500            | 1,881          | Quartas de final, perdeu para Maria Sharapova [2]    |
| 20 | 20 | Yanina Wickmayer         | 1,680  | 5                 | 160            | 1,835          | Terceira rodada, perdeu para Maria Kirilenko [14]    |
| 21 | 21 | Varvara Lepchenko        | 1,835  | 60                | 100            | 1,870          | Segunda rodada, perdeu para Elena Vesnina            |
| 22 | 22 | Jelena Janković          | 1,751  | 280               | 160            | 1,631          | Terceira rodada, perdeu para Ana Ivanovic [13]       |
| 23 | 23 | Klára Zakopalová         | 1,705  | 5                 | 100            | 1,800          | Segunda rodada, perdeu para Kirsten Flipkens         |
| 24 | 24 | Anastasia Pavlyuchenkova | 1,690  | 100               | 5              | 1,595          | Primeira rodada, perdeu para Lesia Tsurenko [Q]      |
| 25 | 25 | Venus Williams           | 1,650  | 0                 | 160            | 1,810          | Terceira rodada, perdeu para Maria Sharapova [2]     |
| 26 | 26 | Hsieh Su-wei             | 1,636  | 40                | 100            | 1,696          | Segunda rodada, perdeu para Svetlana Kuznetsova      |
| 27 | 27 | Sorana Cîrstea           | 1,565  | 160               | 160            | 1,565          | Terceira rodada, perdeu para Li Na [6]               |
| 28 | 28 | Yaroslava Shvedova       | 1,583  | 2                 | 5              | 1,586          | Primeira rodada, perdeu para Annika Beck             |
| 29 | 29 | Sloane Stephens          | 1,666  | 100               | 900            | 2,466          | Semifinais, perdeu para Victoria Azarenka [1]        |
| 30 | 30 | Tamira Paszek            | 1,523  | 5                 | 100            | 1,618          | Segunda rodada, perdeu para Madison Keys [WC]        |
| 31 | 31 | Urszula Radwańska        | 1,490  | 100               | 5              | 1,395          | Primeira rodada, perdeu para Jamie Hampton           |
| 32 | 32 | Mona Barthel             | 1,380  | 160               | 5              | 1,225          | Primeira rodada, perdeu para Ksenia Pervak           |

## Convidados à chave principal

### Simples
| - James Duckworth - John Millman - Benjamin Mitche - Josselin Ouanna - Luke Saville - John-Patrick Smith - Rhyne Williams - Wu Di | - Ashleigh Barty - Bojana Bobusic - Jarmila Gajdošová - Caroline Garcia - Sacha Jones - Madison Keys - Olivia Rogowska - Zhang Yuxuan |

| Duplas Masculinas Matthew Barton / John Millman Alex Bolt / Greg Jones James Duckworth / Chris Guccione Samuel Groth / Matt Reid Minos Kokkinakis / Andrew Harris John Peers / John-Patrick Smith Danai Udomchoke / Jimmy Wang | - Monique Adamczak / Stephanie Bengson - Ashleigh Barty / Casey Dellacqua - Cara Black / Anastasia Rodionova - Bojana Bobusic / Jessica Moore - Han Xinyun / Zhou Yimiao - Viktorija Rajicic / Storm Sanders - Arina Rodionova / Olivia Rogowska |

| - Ashleigh Barty / Jack Sock - Cara Black / Paul Hanley - Bojana Bobusic / Chris Guccione - Casey Dellacqua / John-Patrick Smith - Jarmila Gajdošová / Matthew Ebden - Olivia Rogowska / Marinko Matosevic - Samantha Stosur / Luke Saville |

## Qualificados à chave principal

### Simples
| 1. Maxime Authom 2. Jamie Baker 3. Ruben Bemelmans 4. Ričardas Berankis 5. Alex Bogomolov, Jr. 6. Daniel Brands 7. Arnau Brugués-Davi 8. Steve Johnson 9. Adrian Mannarino 10. Adrián Menéndez 11. Daniel Muñoz de la Nava 12. Rajeev Ram 13. Julian Reister 14. Dudi Sela 15. Cedrik-Marcel Stebe 16. Amir Weintraub O jogador seguinte entrou como lucky-loser: 1. Tim Smyczek | 1. Akgul Amanmuradova 2. Gréta Arn 3. Vesna Dolonc 4. Vera Dushevina 5. Daria Gavrilova 6. Maria João Koehler 7. Karin Knapp 8. Luksika Kumkhum 9. Michelle Larcher de Brito 10. Valeria Savinykh 11. Lesia Tsurenko 12. Chan Yung-jan |

## Finais

### Profissional
| Categoria | Evento    | Campeã(s)(o/ões)                | Vice-campeã(s)(o/ões)           | Resultado            | Chave(s)  | Chave(s)       |
| --------- | --------- | ------------------------------- | ------------------------------- | -------------------- | --------- | -------------- |
| Simples   | Masculino | Novak Djokovic                  | Andy Murray                     | 26–7, 7–63, 6–3, 6–2 | principal | qualificatório |
| Simples   | Feminino  | Victoria Azarenka               | Li Na                           | 4–6, 6–4, 6–3        | principal | qualificatório |
| Duplas    | Masculino | Bob Bryan Mike Bryan            | Robin Haase Igor Sijsling       | 6–3, 6–4             | principal | principal      |
| Duplas    | Feminino  | Sara Errani Roberta Vinci       | Ashleigh Barty Casey Dellacqua  | 6–2, 3–6, 6–2        | principal | principal      |
| Duplas    | Misto     | Jarmila Gajdošová Matthew Ebden | Lucie Hradecka Frantisek Cermak | 6–3, 7–5             | principal | principal      |

### Juvenil
| Categoria | Evento    | Campeã(s)(o/ões)             | Vice-campeã(s)(o/ões)                    | Resultado        | Chave(s)  | Chave(s)       |
| --------- | --------- | ---------------------------- | ---------------------------------------- | ---------------- | --------- | -------------- |
| Simples   | Masculino | Nick Kyrgios                 | Thanasi Kokkinakis                       | 7–64, 6–3        | principal | qualificatório |
| Simples   | Feminino  | Ana Konjuh                   | Kateřina Siniaková                       | 6–3, 6–4         | principal | qualificatório |
| Duplas    | Masculino | Jay Andrijic Bradley Mousley | Maximilian Marterer Lucas Miedler        | 6–3, 7–63        | principal | principal      |
| Duplas    | Feminino  | Ana Konjuh Carol Zhao        | Oleksandra Korashvili Barbora Krejčiková | 5–7, 6–4, [10–7] | principal | principal      |

### Cadeirante
| Categoria | Evento       | Campeã(s)(o/ões)                 | Vice-campeã(s)(o/ões)        | Resultado     | Chave     |
| --------- | ------------ | -------------------------------- | ---------------------------- | ------------- | --------- |
| Simples   | Masculino    | Shingo Kunieda                   | Stéphane Houdet              | 6–2, 6–0      | principal |
| Simples   | Feminino     | Aniek van Koot                   | Sabine Ellerbrock            | 6–1, 1–6, 7–5 | principal |
| Simples   | Tetraplégico | David Wagner                     | Andrew Lapthorne             | 2–6, 6–1, 6–4 | principal |
| Duplas    | Masculino    | Michaël Jeremiasz Shingo Kunieda | Adam Kellerman Stefan Olsson | 6–0, 6–1      | principal |
| Duplas    | Feminino     | Jiske Griffioen Aniek van Koot   | Marjolein Buis Lucy Shuker   | 6–4, 6–3      | principal |
| Duplas    | Tetraplégico | Nicholas Taylor David Wagner     | Anders Hard Andrew Lapthorne | 6–2, 6–3      | principal |